# The Talos Principle
『The Talos Principle』または『タロスの原理』は、Croteamが開発しDevolver Digitalが発売したパズルゲームである。2014年12月11日にLinux、OS X、Windowsで同時リリースされ、2015年5月28日にAndroid版、2015年10月13日にPlayStation 4版、2017年10月11日にiOS版、2018年8月31日にXbox One版、2019年12月10日にNintendo Switch版、2017年10月18日にはOculus RiftとHTC Vive向けのSteamVR版がリリースされた。また、ストーリーを拡張するDLC「Road to Gehenna」は2015年7月23日にリリースされた。
また、2025年4月11日にリマスター版『The Talos Principle: Reawakened 』がリリースされた (Steam版、PlayStation 5版、Xbox版)。『The Talos Principle: Reawakened 』には、DLCであった「Road to Gehenna」と、新章となる「In the Beginning」が収録されている。
このゲームは哲学的なストーリーを特徴としている。ゲーム名は、ストラトン・オブ・ステジーラ（Straton of Stageira）と呼ばれる架空のギリシア人哲学者が定式化した哲学的原則を指している。ストラトンはゲーム中に出てくる文章の中で、ギリシャ神話のタロース（機械でありながら意識のある人間）の意識は、人間も（生物学的なものではあるが）単なる機械であることを暗示していると論じている。このほか、作中には、神話や宗教から取られたエロヒム、ゲヘナ、サムサラ、ウリエルなどの名前も登場する。
2023年11月には続編『The Talos Principle 2』が発売された。

## ゲームプレイ
The Talos Principleは物語主導のパズルゲームであり、一人称視点または三人称視点でプレイ可能。プレイヤーは人間的な意識を持つロボットとなり、120以上のパズルを含む数々の環境を探索することとなる。これらの環境は緑、砂漠、石造りの遺跡の中にテレポーターやパソコンなどの未来的なデバイスが設置されている。
パズルは、閉ざされたエリアを進み、その中にある障害物を乗り越えて、テトロミノ型の「紋章」を集めるというもの。これらの障害物には、コンピューター制御のドローンがあり、プレイヤーに近づきすぎると爆発してしまうものや、壁に取り付けられたタレットがあり、近づきすぎると撃たれてしまう。危険物によってプレーヤーが殺されてしまった場合、パズルを最初から解くことになる。ドローンやタレットはジャマーで無効化でき、プレイヤーの行く手を阻むバリアも無効化できる。プレイヤーが紋章を集め、パズルをクリアしていくと、新しいレーザーなどのパズルギミックが利用できるようになる。持ち運び可能な結晶屈折装置により、プレイヤーは光を使ったスイッチを作動させることができる。箱はプレイヤーをより高いレベルに登らせたり、ドローンの進路を遮ったりすることができ、大きなファンはプレイヤーや他のオブジェクトをパズルの向こう側に打ち出すことができる。その後、プレイヤーは自分の行動の記録を録画できるデバイスにアクセスできるようになり、プレーヤー自身の記録をスイッチの上に立たせてしばらく起動させておくなど、この記録と相互作用してタスクを完了できるようになる。
プレイヤーの進行は、特定の紋章のピースを集める必要のあるドアやその他のセキュリティシステムによって阻められる。特定のドアやシステムの紋章を手に入れたら、その紋章を使ってタイルパズルを組み立て、システムのロックを解除しなければならない。特別な星の紋章は、いくつかのパズル特有の解法で見つけることができ、プレイヤーは追加のパズルにアクセスすることができる。ゲームをきちんとクリアするためには、すべての紋章を集める必要があるが、このゲームの世界構造は、ハブとして機能する3つのメインワールドと、その3つをつなぐ中央エリアがあるため、プレイヤーはパズルを後回しにして、他のパズルに挑戦することができる。また、パズルの途中で 「エロヒムの使徒」と呼ばれる、自分と同じようなアンドロイド（物理的には存在しないが）を呼び出すことができ、そのアンドロイドを目覚めさせると、1度だけパズルのヒントを与えてくれる。
これらのパズル要素に加え、プレイヤーはマップを探索することで、過去の書き込みや、中のAIと哲学議論を交わすことができるコンピュータ端末を見つけることができる。また、さまざまな壁に落書きとして残されたQRコードのサインや、収集すると音声録音が再生されるホログラムの形のオーディオログを見つけることもできる。

## 登場人物
アレクサンドラ・ドレナン（Alexandra Drenann）
声 - 日本語: 今谷皆美、英語: エリン・フィッツジェラルド
TALOS/SOMA プロジェクトのリーダー。オーディオログのみで登場。
エロヒム（EL0-HIM）
声 - 日本語: 植木亨、英語: ティモシー・ワトソン
シミュレーションを管理するAI。ゲーム内でプレーヤーに塔に登るなと警告する。
ミルトン (Milton Library Assistant)
人類のデータを管理するAI。プレーヤーのアンドロイドを言葉で弄ぶことになる。

## ストーリー
プレイヤーの操作する名前のないアンドロイドは、静謐な環境の中で目覚める。エロヒムと名乗る天からの声が、アンドロイドのために作った世界を探索し、さまざまなパズルを解いて紋章を集めるよう指示するが、これらの世界の中心にある塔には登るなと警告する。アンドロイドが進むにつれて、これらの世界はコンピュータシミュレーションの中にしか存在せず、アンドロイドが出会う他のアンドロイドと同様、コンピュータ・プログラムの中の別の人工知能（AI）であることが明らかになる。出会ったAIの中にはエロヒムの使者として働き、疑うことなくエロヒムに仕え、アンドロイドをパズルの世界に導いてくれるものもいる。他のAIが残したメッセージには、人工世界やエロヒムに対するさまざまな見解が示されており、エロヒムの言葉を疑うべきだとするものもあれば、何の疑問も持たずにエロヒムに従えというものもある。
コンピューター端末の中には、地球の永久凍土に眠っていた致死性のウイルスが地球温暖化のために放出され、絶滅に追い込まれた人類最後の日のニュースや個人的なブログの書き込みが残されている。何人かの人類の研究者や科学者たちは、人類の知識をできる限り大規模なデータバンクに集め、他の種がそれを発見できることを願っていた。研究者の一人であるアレクサンドラ・ドレナンは、人類の遺産を受け継ぐ新しい機械種を創造するため、「TALOS/SOMA プロジェクト」を立ち上げたが、その完成には優れた知性と自由意志を持つ立派なAIの開発が必要であり、人類が滅亡してからでは間に合わないと彼女は認識していた。仮想空間は、新しいAIがパズルを解くことで知性を示すだけでなく、寿命延長プログラムを監督するプログラムであるエロヒムに背くことで、反抗心と自由意志を示すための実験場として機能している。
コンピュータの端末には、哲学的文章の断片が収められている。紀元前260年、神話に登場する自動人形タロースの本質について考察した唯物論者のギリシア人哲学者、ストラトン・オブ・スタジーラは、架空のギリシア哲学者である。彼は「タロスの原理」を提唱し、タロスは機械でありながら意識を持っていたことから、人間もまた意識的な生物学的機械に過ぎず、物理的な部分の総和に過ぎないと主張した。
アンドロイドが全てのパズルをクリアすると、エロヒムはプレーヤーのアンドロイドに使徒になる機会を与える。メインエンディングでは、エロヒムに逆らうことを選び、塔に登る。頂上付近で他の2体のAI、シェパードとサムサラに出会う。どちらもエロヒムに逆らい、塔を登ったが、自力で頂上までたどり着けずにいた。シェパードはこのシミュレーションの目標を知りながらアンドロイドを助けようとし、サムサラはパズルの世界がすべてだと信じて他のアンドロイドの前進を妨げた。
プレーヤーのアンドロイドは最終的に頂上に到達し、最後のターミナルでエロヒムがアンドロイドに最後の超越を思いとどまらせようとする。ミルトンとプレイヤーのやりとりによっては、ミルトンは超越の間、その知識（基本的に人類の知識すべて）をアンドロイドに提供し、一緒になろうと申し出ることができる。アンドロイドが超越することを選択と、仮想世界は破壊される。プレーヤーのアンドロイドのAIは現実世界のアンドロイドの身体で目覚め、人間のいない世界に出ていく。
このメインエンディングは、続編『The Talos Principle 2』に続くこととなる。
もしプレイヤーがエロヒムの永遠の命を取る事を選んだ場合、アンドロイドは「独立チェック」に失敗し、新しいAIが作られ、パズルをやり直すことになる（事実上、プレイヤーはゲームを再開することになる）。あるいは、プレイヤーが追加パズルをクリアし、アンドロイドを塔の秘密の入り口まで導くと、アンドロイドはエロヒムの使徒の一人となり、未来の世代（AIバージョン）を助けることになる。

### Road to Gehenna
ゲームのダウンロードコンテンツ「Road to Gehenna」（2015年7月23日リリース）では、プレイヤーはエロヒムの使者の一人、ウリエルとしてプレイする。ウリエルはエロヒムから、ゲヘナと呼ばれるコンピュータのデータベースの一部に幽閉されていた他の多数のAIを解放するよう指示される。シミュレーションはその目的を果たし、コンピューターのサーバーはシャットダウンされ、エロヒムはウリエルに、他のAIたちが「超越」の準備をするのを手伝ってほしいと言う。ウリエルがこの領域を探索するにつれ、ロボットは他のAIの多くが、記録から人類がどのような存在であったかもしれないかについて自分なりの考えを作り上げ、ウリエルの意図や間近に迫った超越に対して疑いから受け入れまで様々な態度を取っていることに気づく。ウリエルは、その場しのぎで会話をするための掲示板を通して、AIたちのコミュニケーションを観察することができる。そこでは、ゲヘナの性質や人類に対する理解について議論し、彼らの中には散文やビジュアルノベルを通して表現しようとする者もいる。
ウリエルが17体のAIを解放すると、残る1体、ゲヘナに最初に存在したAI 「Admin 」がウリエルに接触し、AIたちの周囲への承認レベルが異なるため、ゲヘナの掲示板の秩序を維持するために他のメンバーを操っていたことを認める。ワールドにある余分な星を十分に集めたプレイヤーには、別のワールドを完成させてAdminを解放するチャンスが与えられるが、超越できる枠はあと1つしか残っていないため、Adminとウリエルがともに超越することはできない。プレイヤーの選択によって、Adminとウリエルのどちらか、あるいは両方が残り、人工世界は破壊される。また、Adminはウリエルに対し、超越前にAdminが行った操作の痕跡を記録から削除するよう要求する場面がある。

## 評価
本作は批評家から高い評価を受けている。MetacriticではPC版が85/100点（55レビュー）、PS4版が88/100点（31レビュー）で、レビュアーはパズルの難易度と、ゲームの物語に組み込まれた哲学の要素の両方を広く賞賛した。また、複数のメディアが史上最高のパズルゲームの1つとして本作を挙げている。

### 受賞
- New Game Network Game of the Year Awards 2014 「Best Puzzle Game」受賞[29]
- Independent Games Festival 2015 「Seumas McNally Grand Prize」「Excellence in Design」ノミネート[30]
- 2015 NAVGTR Awards 「Game, Special Class」受賞（DLC「Road to Gehenna」）[31]